# 6 Połączone Taktyczne Siły Powietrzne
6 Połączone Taktyczne Siły Powietrzne – lotniczy związek operacyjny Paktu Północnoatlantyckiego okresu zimnej wojny.

## Charakterystyka
Zadaniem 6 Połączonych Taktycznych Sił Powietrznych było zabezpieczenie działań wojsk lądowych na południowej flance i sił morskich w południowo-wschodniej i wschodniej części Morza Śródziemnego. Podlegały Dowództwu Połączonych Sił Powietrznych Europy Południowej AIRSOUTH w Neapolu.
W  skład 6 PTSP wchodziły siły powietrzne Grecji i Turcji.

Siły powietrzne Turcji liczyły około 450 samolotów bojowych, w tym 40 nosicieli broni jądrowej. Tureckie samoloty uderzeniowe to przede wszystkim F-5A, F-100D, F-4E, F-104G. Lotnictwo myśliwskie składało się z samolotów typu F-104S i F-5A/B, a lotnictwo rozpoznawcze z samolotów typu RF-5A i RF-4E. Lotnictwo transportowe posiadało ponad 120 samolotów i śmigłowców transportowych. Dodatkowo Turcja od dyspozycji 6 PTSP wydzieliła 72 baterie rakiet przeciwlotniczych Nike Hercules.

Lotnictwo uderzeniowe Grecji w uzbrojeniu posiadało około 160 samolotów typu A-7H Corsair II, F-104G, F-5A i F-5B. Lotnictwo myśliwskie dysponowało samolotami F-4E Phantom, Mirage F-1CG, natomiast lotnictwo rozpoznawczo-uderzeniowe dysponowało samolotami RF-84F, RF-4E i RF-5A. Ponadto od dyspozycji 6 PTSP Grecja wydzieliła  trzy eskadry wielozadaniowych śmigłowców bojowych oraz dywizjon rakiet przeciwlotniczych Nike Hercules i Nike Ajax.